# Sirius XM
Sirius XM Holdings NASDAQ : SIRI (anciennement CD Radio puis Sirius Satellite Radio) est un opérateur américain de radio numérique par satellite.

## Histoire
En 2006, le bouquet radio de Sirius comprend 125 chaînes musicales, 13 chaînes d'information, des chaînes de divertissement et une vingtaine de chaînes locales. Les satellites utilisent une orbite géosynchrone d'une période de 24 heures (orbite toundra). Le service fusionne en 2008 avec XM Satellite Radio et devient Sirius XM.
Le 25 septembre 2018, on apprend que le groupe de radios Sirius XM va racheter le spécialiste de la musique en streaming Pandora.
En juillet 2020, Sirius XM annonce l'acquisition de Stitcher Scripps, une filiale de Scripps spécialisée dans les podcasts, pour 325 millions de dollars.